# Stiepnoje Matiunino
Stiepnoje Matiunino (ros. Степное Матюнино) – wieś (sieło) w Rosji, w obwodzie uljanowskim, w rejonie majńskim. W 2021 liczyła 197 mieszkańców.